# تيغزراتين (الحي الجديد)
تيغزراتين هو دُوَّار يقع بجماعة تالسينت، إقليم فكيك، جهة الشرق في المملكة المغربية. ينتمي الدوّار لمشيخة الحي الجديد التي تضم دوار واحد. يقدر عدد سكانه بـ 315 نسمة حسب الإحصاء الرسمي للسكان والسكنى لسنة 2004.

## روابط خارجية
- البوابة الوطنية للجماعات الترابية نسخة محفوظة 12 مارس 2018 على موقع واي باك مشين.
- المندوبية السامية للتخطيط